# Okean Elzy
Okean Elzy (ukr. Океан Ельзи; w skrócie O.E.) – ukraiński zespół rockowy, założony w 1994 we Lwowie. Liderem i wokalistą grupy jest Swiatosław Wakarczuk.
Zespół do tej pory występował w Polsce dziewięć razy: 28 lutego 2007 i 25 marca 2014 klubie Stodoła w Warszawie, 13 czerwca 2015 w Progresja Music Zone w Warszawie, 17 grudnia 2016 w Hali Koło w Warszawie, 28 czerwca 2022 w Hali Torwar w Warszawie, 15 sierpnia 2022 w Hali Stulecia we Wrocławiu, 29 listopada 2022 w Spodku w Katowicach, 24 kwietnia 2023 w Klubie Studio w Krakowie i 2 maja 2024 w warszawskim Teatrze Palladium. Koncerty odbywające się w Europie po 24 lutego 2022 roku realizowane były w ramach charytatywnej trasy zespołu Help for Ukraine tour, z której środki zostały przekazane na pomoc najbardziej potrzebującym, w szczególności dzieciom. 

## Historia

### Do 1998: Okres lwowski
W 1992 wokalista Andrij Holak stworzył grupę Kłan tyszi (Клан тиші, tł. Klan ciszy), w skład którego weszli jego znajomi: gitarzysta Pawło Hudimow, basista Jurij Chustoczka i perkusista Denys Hlinin. Grupa występowała w domach kultury rodzinnego Lwowa. Holak dwa lata później wziął ślub, po czym opuścił grupę, a jego zespół przekształcił się w trio.

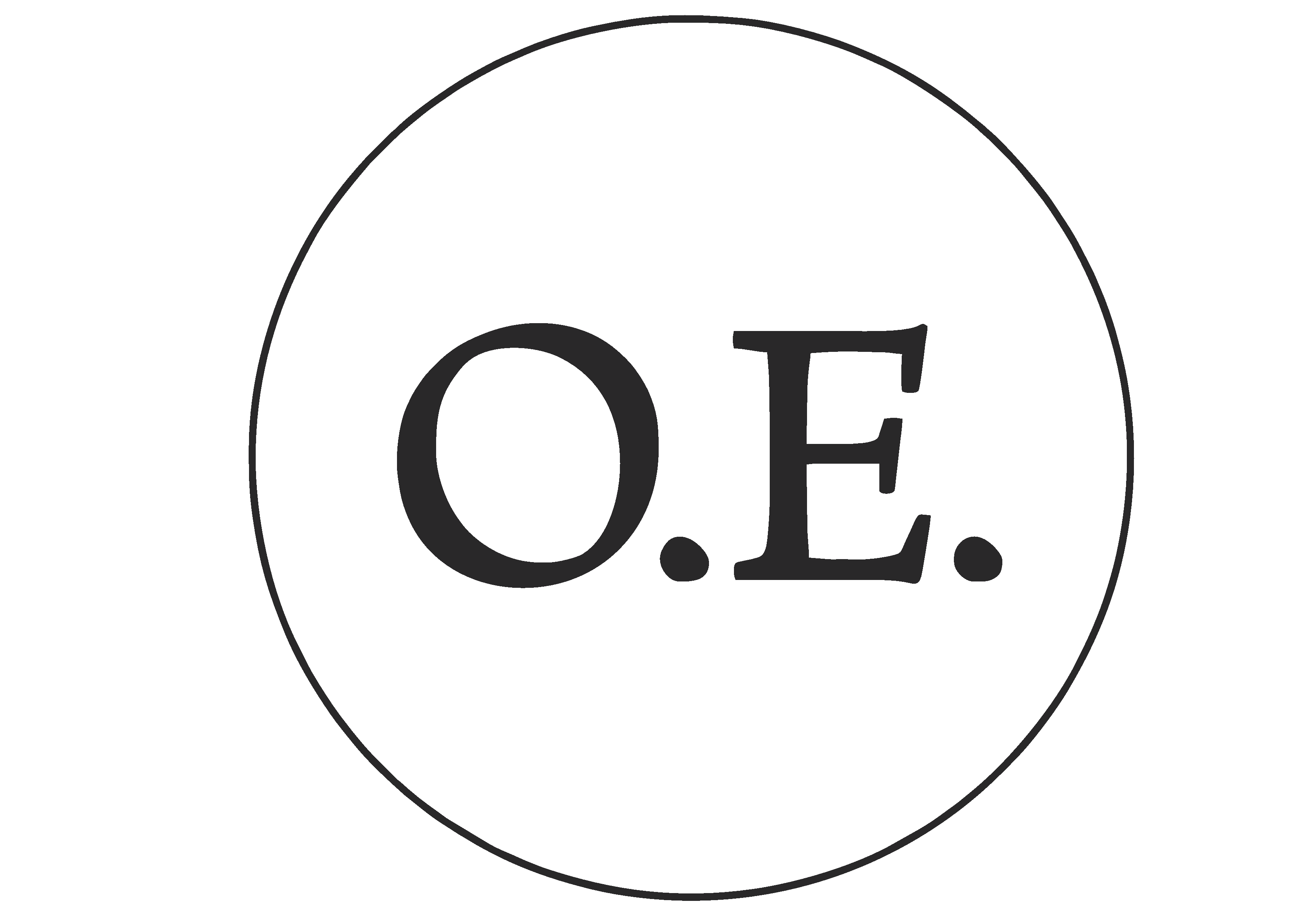
Logo zespołu

W marcu 1994 muzycy poznali się z wówczas 19-letnim studentem fizyki teoretycznej Swiatosławem Wakarczukiem, który latem przyszedł na pierwszą próbę, a od jesieni regularnie odbywał próby z zespołem. Nowa grupa, Okean Elzy, została formalnie utworzona 12 października 1994. Zespół grał głównie mieszankę pop i lirycznej muzyki rockowej. Wakarczuk został wokalistą grupy oraz autorem większości tekstów i muzyki zespołu.
W grudniu 1994 zespół nagrał swoje pierwsze cztery demo dla studia „Hałwoks”. Pierwszy poważny występ miał miejsce 12 stycznia 1995 roku przed Lwowską Operą, gdzie zebrało się siedem tysięcy widzów. Tego samego roku, w ramach autorskiego projektu muzycznego „Je” znanego lwowskiego muzyka Ołeha „Johna” Suka zespół nakręcił swój pierwszy nieoficjalny teledysk do piosenki „Long time ago” (reżyserem był Wołodymyr Zajkowski) i wystąpił na festiwalu „Czerwona Ruta” we Lwowie. W 1996 roku grupa wydała maxi-singla „Budynok zi skła”. Począwszy od tego samego 1996 roku, О.Е. zaczął aktywnie koncertować – nie tylko na Ukrainie, ale i w Polsce, Niemczech i Francji, wziął udział w Tawrijskich ihrach (ukr. Таврійські ігри, tł. Taurydzkie gry), a także, wraz z innymi ukraińskimi grupami, wystąpił na jednej scenie z Deep Purple podczas „Osinniego rok-marafonu” w Kijowie. W 1997 roku odbył się pierwszy znaczący koncert solowy grupy we Lwowie. zaś w kwietniu 1998 muzycy przenieśli się do Kijowa.

### 1998–2004: „Złoty” skład
W 1998 roku O.E. rozpoczął współpracę z producentem Witalijem Klimowem, podpisał kontrakt z „Nova Records” oraz nagrał debiutancki album, który ujrzał światło dzienne we wrześniu pod nazwą Tam, de nas nema. Piosenki grupy zajmowały pierwsze miejsca na listach przebojów, ich liryczność i niezwykły wokal Swiatosława Wakarczuka zyskały fanów na całej Ukrainie. W 1999 Okean Elzy wystąpił w paryskiej МСМ Café (wystąpienie transmitowała telewizja МСМ International), wziął udział w rosyjskim festiwalu „Naszestwije” (ros. Нашествие). Także w 1999 na Tawrijskich ihrach muzycy otrzymali nagrody w kategorii „Debiut roku” i „Najlepsza piosenka” (za utwór „Tam, de nas nema” z albumu o tej samej nazwie). Tego samego roku miała miejsce też reedycja albumu w Rosji. Wielką popularność w tym kraju Okean Elzy zyskał jednak po premierze filmu Aleksieja Bałabanowa „Brat 2” i pojawieniu się w regularniej rotacji w MTV klipów „Tam, de nas nema” oraz „Sosny” (ukr. Сосни).
21 lutego 2000 roku grupa zakończyła prace nad drugą płytą, Jananebibuw, która została wydana w dwóch wytwórniach, ukraińskim Nova Records i rosyjskim Real Records. Już po jej premierze do О.Е. dołączył klawiszowiec Dmytro Szurow, wtedy jako muzyk sesyjny, i rozpoczęły się występy, i próby w nowym składzie. Dwa razy z rzędu, w roku 2000 i 2001, na Tawrijskich ihrach О.Е. został laureatem w kategorii „Najlepsza grupa pop”. W 2001 roku grupa wydała album Model, po nagraniu którego Szurow stał się piątym oficjalnym członkiem zespołu. Tego samego roku w ramach współpracy z firmą Pepsi О.Е odbył tournée po Ukrainie. Na Tawrijskich ihrach 2002, pod koniec 2001 roku dwie ich piosenki, „Druh” i „911”, znalazły się na liście dziesięciu najbardziej popularnych hitów Ukrainy, a Okean Elzy uznano „Najlepszym rockowym zespołem”. Model otrzymał tytuł „Albumu roku”. Rok po wydaniu płyty Supersymetrija (2003), która jako pierwsza na Ukrainie uzyskała status dwukrotnie platynowej, grupę opuścili basista Jurij Chustoczka i klawiszowiec Dmytro Szurow. Obaj wzięli się za realizację projektu „Esthetic Education”.

### 2004–2012: Drugi skład i projekty solowe Wakarczuka
Od 2004 roku w zespole grają basista Denys Dudko i serbski klawiszowiec Miloš Jelić, który współpracował z grupą podczas trasy koncertowej „Tychyj okean” (ukr. Тихий океан, tł. Ocean Spokojny). Pierwszy koncert O.E. w nowym składzie miał miejsce w lipcu w mieście Ałmaty. W kwietniu 2005 roku grupę opuścił gitarzysta Pawło Hudimow. Wydarzenie to zyskało znaczny rozgłos, ponieważ, według słów Hudimowa, inicjatorem zmiany składu był Wakarczuk. Już po miesiącu zastąpił go gitarzysta Petro Czerniawski. 22 września 2005 roku miała miejsce premiera albumu Gloria, którego nakład wyprzedany już pierwszego dnia. W ciągu sześciu godzin sprzedano sto sześć tysięcy egzemplarzy, a do końca roku dwieście tysięcy.
Wokalista Swiatosław Wakarczuk jako ambasador dobrej woli Programu Narodów Zjednoczonych ds. Rozwoju dla młodzieży na Ukrainie brał udział w projektach społecznych i kulturalnych. W szczególności, wszystkie środki uzyskane ze sprzedaży singla „Weseli, brate, czasy nastały” przeznaczony były dla domu dziecka w Makiejewce. W 2006 roku zespół zagrał koncert dla ukraińskich Sił Pokojowych w Kosowie.
25 kwietnia 2007 roku Okean Elzy zaprezentował swój nowy album, Mira. Dzieło dedykowane było zmarłemu realizatorowi dźwięku grupy, Serhijowi Towstołuzkiemu. Członkowie O.E. uważają album za najbardziej rockowy w całej historii zespołu.
W grudniu tego samego roku grupa opublikowała wideo do utworu „Łyst do mamy”, premiera którego związana była Dniem Sił Zbrojnych Ukrainy.
W 2008 roku Swiatosław Wakarczuk zaprezentował swój pierwszy jazzowy projekt „Wnoczi”, wypuszczając na rynek debiutancki album. Dzieło ukazało się pod jego nazwiskiem, jako inspiratora projektu, jednak pracowali nad mo, zarówno wszyscy członkowie O.E., jak i wielu zaproszonych muzyków. Jednym z najbardziej rozpoznawalnych utworów albumu stała się liryczna piosenka „Taka, jak ty”, a także „Ne opuskaj swoji oczi”.

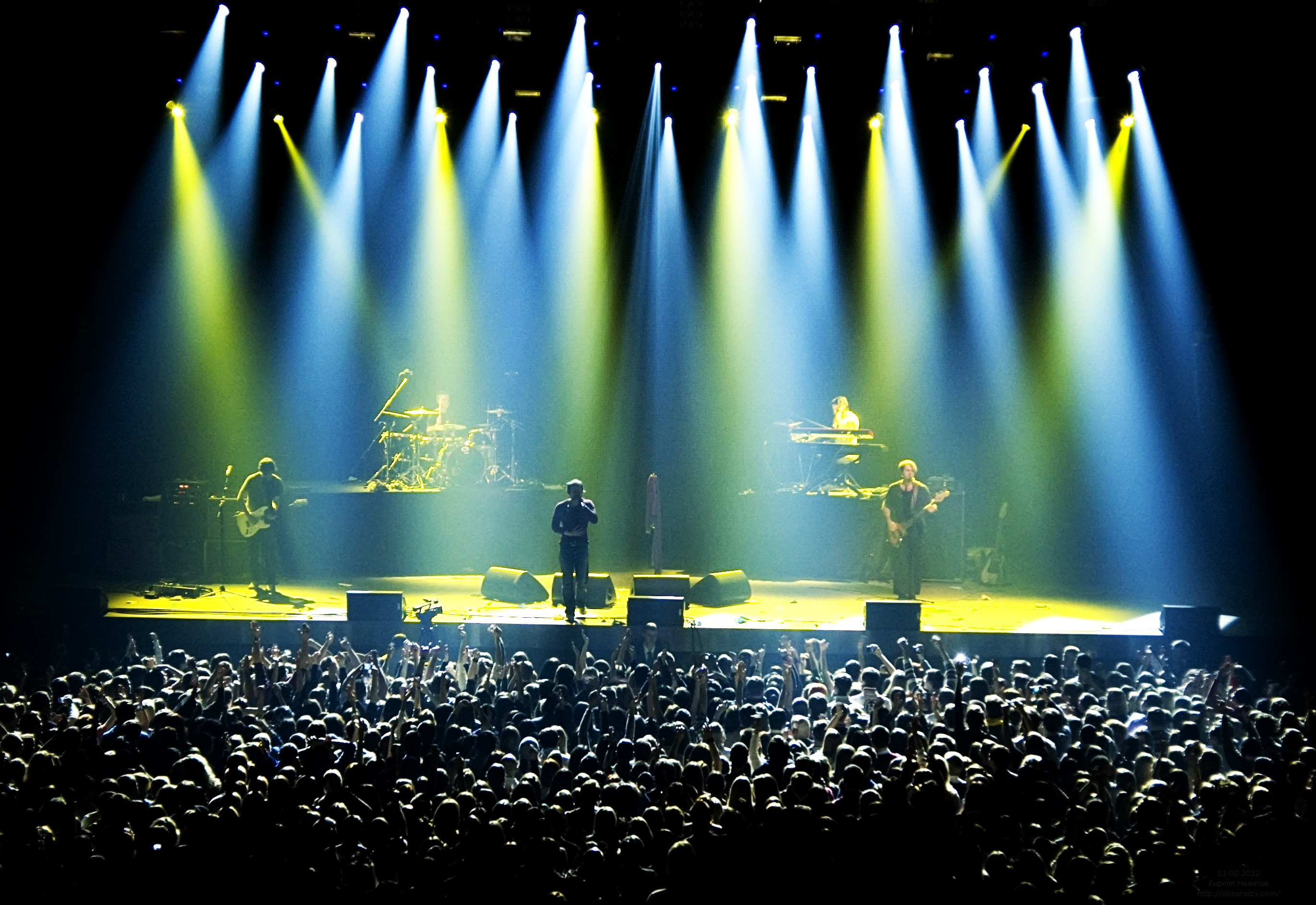
Nowy skład grupy na otwarciu Stadium Live; Moskwa, 2012

10 marca 2010 roku został przedstawiony siódmy studyjny album grupy, Dolce Vita. Na płycie oprócz trzynastu utworów znalazła się bonusowa ścieżka, ludowa pieśń „Oj, czyj to kiń stojit'”. Promocja albumu objęła trwające osiem miesięcy tournée „Dolce Vita tour”, w ramach którego zespół zagrał w prawie stu miastach Ukrainy, Rosji, Białorusi i innych krajów Europy, a także w Kanadzie i w Stanach Zjednoczonych. 1 grudnia 2010 roku miała miejsce premiera płyty Dolce Vita (remastered) ze zmienionym brzmieniem tych samych piosenek.
27 września 2011 roku zespół zagrał koncert w Państwowym Pałacu Kremlowskim w Moskwie. W sześciotysięcznej hali był nadkomplet, a po koncercie muzycy kilka razy grali na bis. O.K. zagrał wespół z orkiestrą symfoniczną MSW Federacji Rosyjskiej pod batutą Fieliksa Aranowskiego.
13 grudnia 2011 na kanale grupy w serwisie YouTube miała miejsce prezentacja drugiego solowego projektu Wakarczuka, Briussiel. Po premierze grupa odbyła promocyjne tournée po miastach obszaru WNP. Do utworów „Airplane” i „Adrenalin” (ukr. Адреналін) nakręcono teledyski.

21 września 2012 roku grupa O.E. wzięła udział w koncercie w ramach XI Międzynarodowego Forum Inwestycyjnego w Soczi. Występ grupy odbył się także na ostatnim koncercie w ramach Red Rocks Festival w Londynie, w przeddzień zamknięcia Igrzysk Olimpijskich 2012. Oprócz znanych już przebojów, muzycy po raz pierwszy wykonali utwór „All Together”. 

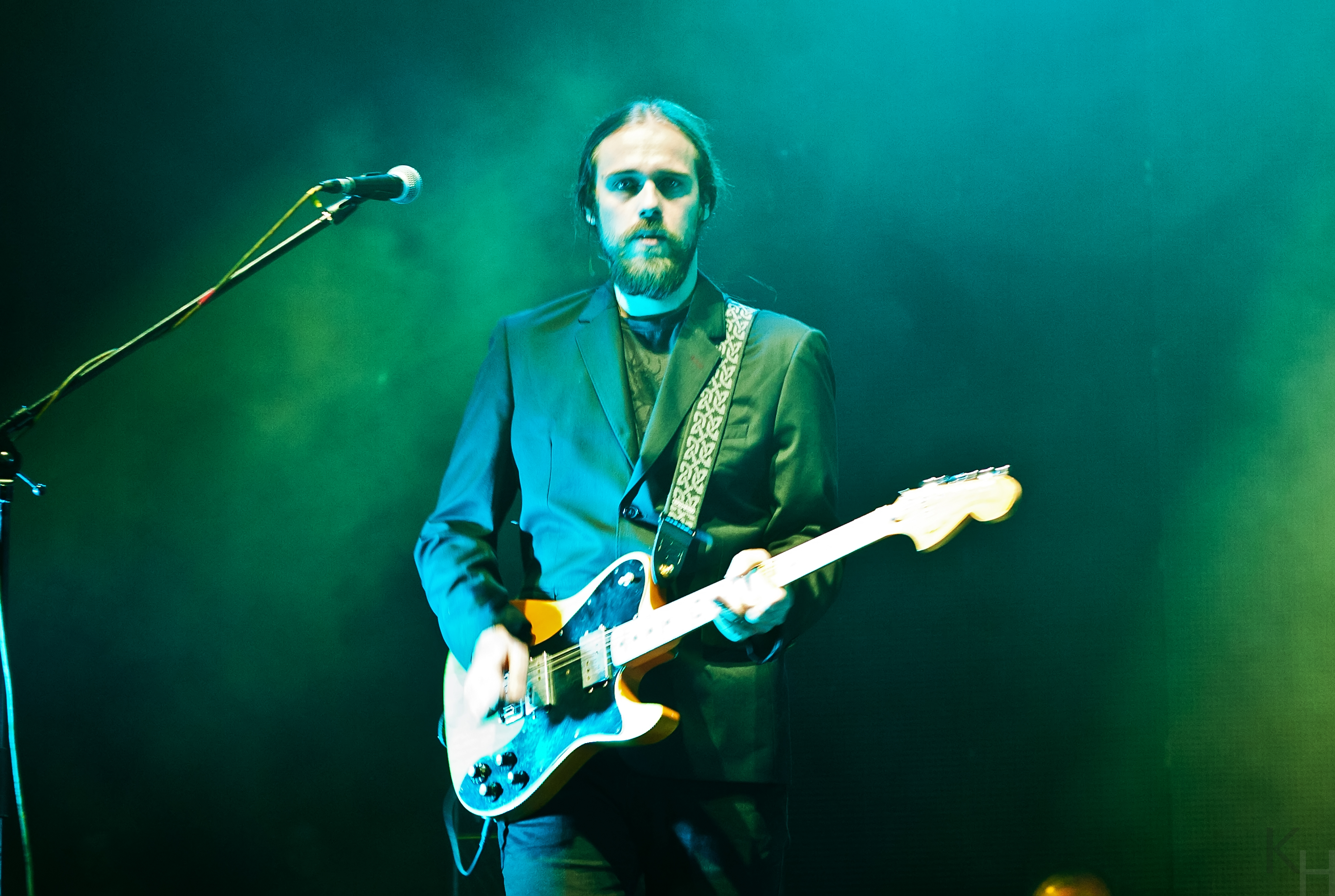
Vladimir Opsenica, 28 września 2013

### 2013:Zemla
27 lutego 2013 roku zaprezentowano pierwszy singel z nowego albumu Zemla, który otrzymał nazwę „Obijmy”. 11 kwietnia oficjalnie poinformowano o zakończeniu współpracy między grupą i gitarzystą Petrem Czerniawskim. Według oficjalnego komunikatu, za decyzją tą stoją „przyczyny twórcze i [podjęta została na podstawie] wspólnego porozumienia wszystkich uczestników”. Niedługo potem zastąpił go serbski gitarzysta Vladimir Opsenica, który brał udział w nagrywaniu niektórych piosenek z nowego albumu.
Premierę nowego albumu, Zemla, zaanonsowano 12 kwietnia. 15 maja został on udostępniony w Internecie, zaś krążek CD pojawił się w sprzedaży na Ukrainie 20 maja, a w innych krajach – 22 maja. 19 maja muzycy rozpoczęli tournée poświęcone promocji płyty.

### Od 2014: 20-lecie działalności artystycznej
W latach 2014–2015 grupa odbyła ogólnokrajową trasę koncertową z okazji swojego 20-lecia. 21 czerwca 2014 roku w ramach tejże odbył się ponad trzygodzinny koncert na Stadionie Olimpijskim w Kijowie. Kilka utworów zespół zagrał w starym składzie: Swiatosław Wakarczuk, Denys Hlinin, Jurij Chustoczka, Dmytro Szurow, Pawło Hudimow. Jedynym byłym członkiem grupy, który nie pojawił się na scenie, był Petro Czerniawski, który grał w zespole od 2005 do 2013 roku. Koncert zgromadził ponad siedemdziesiąt tysięcy widzów i był największym koncertem w historii Ukrainy.
14 grudnia 2014 na Placu Niepodległości w Kijowie grupa zagrała koncert wsparcia dla Euromajdanu w swoim „złotym” składzie: Wakarczuk, Hudimow, Chustoczka, Szurow i Hlinin. Specjalnie w tym celu Chustoczka przyleciał z Paryża. Swój występ muzycy zakończyli słowami: „Ważne rzeczy łączą, pamiętajcie... Dziękujemy, wszystko dopiero się zaczyna!”.
W nocy z 3 na 4 lutego 2015 roku Swiatosław Wakarczuk wraz z dwoma muzykami sesyjnymi (Armen Kostandian – kachon; Merab Nutsubidze – tamburyn) nagrał piosenkę z repertuaru zespołu Skriabin, „Mowczaty”, którą zadedykował pamięci tragicznie zmarłego dzień wcześniej lidera zespołu Andrija Kuźmenki. Wakarczuk śpiewał i grał na pianinie elektrycznym.

## Muzycy

### Obecny skład zespołu
- Swiatosław Wakarczuk (Sława) – wokal (od 1994)
- Denys Dudko – gitara basowa (od 2004)
- Miloš Jelić – fortepian, syntezator (od 2004)
- Denys Hlinin – perkusja (od 1994)
- Vladimir Opsenica – gitara elektryczna (od 2013)

### Byli członkowie zespołu
- Pawło Hudimow – gitara elektryczna (1994–2004)
- Jurij Chustoczka – gitara basowa (1994–2004)
- Dmytro Szurow – fortepian, syntezator (2000–2004)
- Petro Czerniawski – gitara elektryczna (2004–2013)

## Dyskografia

### Albumy studyjne
- 1998 – Tam, de nas nema (ukr. Там, де нас нема, tł. Tam, gdzie nas nie ma)
- 2000 – Jananebibuw (ukr. Янанебібув, tł. Byłem w niebie)
- 2001 – Model (ukr. Модель, tł. Model)
- 2003 – Supersymetrya (ukr. Суперсиметрія, tł. Supersymetria)
- 2005 – Gloria (tł. Chwała)
- 2007 – Міrа (ukr. Міра, tł. Miara)
- 2010 – Dolce Vita (tł. Słodkie życie)
- 2013 – Zemla (ukr. Земля, tł. Ziemia)
- 2016 – Bez meż (ukr. Без меж, tł. Bez granic)

### Single
- 1996 – Budynok zi skła (ukr. Будинок зі скла, tł. Budynek ze szkła)
- 2002 – Chołodno (ukr. Холодно, tł. Zimno)
- 2004 – Diakuju! (ukr. Дякую!, tł. Dziękuję!)
- 2006 – Weseli, brate, czasy nastały… (ukr. Веселі, брате, часи настали…, tł. Wesołe, bracie, nastały czasy…)
- 2009 – Ja tak choczu… (ukr. Я так хочу, tł. Ja tak chcę…)
- 2013 – Obijmy (ukr. Обійми, tł. Obejmij)
- 2013 – Strilaj (ukr. Стріляй, tł. Strzelaj)
- 2013 – Rendez-vous
- 2015 – Ne twoja wijna (ukr. Не твоя війна, tł. Nie twoja wojna)
- 2015 – Żyttia poczynajet´sia znow (ukr. Життя починається знов, tł. Życie zaczyna się na nowo)
- 2015 – Myt´ (ukr. Мить) (tł. Chwila)
- 2016 – Ne jdy (ukr. Не йди) (tł. Nie idź)

### Albumy akustyczne
- 2003 – Twij format (ukr. Твій формат)

### Kompilacje
- 2006 – 1221
- 2007 – Wybrane… (ukr. Вибране…)
- 2010 – Okean Elzy: The Best Of (Океан Ельзи: The Best Of)
- 2014 – Najkraszcze (2CD) (ukr. Найкраще, tł. Najlepsze)

### Inne albumy
- 2010 – Dolce Vita (remastered)

### Solowe projekty członków zespołu
- 2005 – Trampliny (ukr. Трампліни, tł. Trampoliny) solowy album Pawła Hudimowa
- 2008 – Wnoczi (ukr. Вночі, tł. W nocy) – solowy album Swiatosława Wakarczuka
- 2011 – Sofia – solowy album Denysa Dudko (jazzowy kwintet „Dudko”)
- 2011 – Briussel (ukr. Брюссель, tł. Bruksela) – solowy projekt Swiatosława Wakarczuka

### Albumy wideo
- 2015 – OE.20 LIVE IN KYIV